# Relaciones Argentina-Países Bajos
Las relaciones Argentina–Países Bajos se refiere a las relaciones diplomáticas entre la República Argentina y el Reino de los Países Bajos. Ambas naciones son miembros de las Naciones Unidas.

## Diplomacia
- Argentina mantiene una embajada en La Haya.[1]
- Países Bajos mantiene una embajada en Buenos Aires.[2]

## Comercio
La Cámara de Comercio Argentino-Holandesa fue fundada en el año 1919. Es una entidad sin fines de lucro con personería jurídica y con domicilio constituido en la República Argentina. El objetivo principal de la Cámara es proteger los intereses comerciales de sus socios, tanto en su conjunto como en el de los socios en particular. La Cámara es miembro de la Unión de las Cámaras de Comercio Extranjeras y Binacionales. Su segundo objetivo es la prestación de servicios a empresas holandesas que deseen establecer relaciones comerciales con Argentina y a empresas argentinas que buscan establecer relaciones comerciales con Holanda.

## Comunidad holandesa en Argentina
La Asociación Holandesa es una entidad independiente fundada alrededor de 1920. La Asociación organiza udiversas festividades tradicionales neerlandesas en Argentina.
Entre sus actividades la Asociación distribuye la única revista en idioma neerlandés en Argentina: el "Blad Nederland", que es publicada 8 veces al año y tiene una tirada de alrededor de 350 ejemplares.

## Inmigración
La Argentina recibió a importantes contingentes de holandeses a partir del año 1825. Hoy en día la comunidad holandesa más grande se encuentra en la ciudad de Tres Arroyos en el sur de la provincia de Buenos Aires. 